# North Tolsta
North Tolsta, schottisch-gälisch Tolastadh bho Thuath, ist eine Ortschaft auf der schottischen Hebrideninsel Lewis and Harris.

## Lage
North Tolsta liegt an der Nordostküste von Lewis, dem Nordteil der Doppelinsel Lewis and Harris. Im Norden geht es direkt in die Nachbarsiedlung New Tolsta über. Gress liegt sieben Kilometer südwestlich, während Stornoway, der Hauptort der Insel, sich 18 Kilometer südwestlich befindet. An der Küste befindet sich das Kap Tolsta Head. In New Tolsta endet die aus Stornoway kommende B895. William Lever, 1. Viscount Leverhulme, der die Insel im frühen 20. Jahrhundert erworben hatte, projektierte die Straße als Verkehrsweg entlang der Ostküste der Insel bis zu deren Nordende. Nach Levers Tod im Jahre 1925 wurde das Projekt jedoch nicht weiterverfolgt, sodass die Straße bis heute in New Tolsta endet. Die nördlich bereits errichtete Garry Bridge liegt als So-da-Brücke vor und erfüllt keinen verkehrsinfrastrukturellen Zweck.

## Geschichte
Die Umgebung weist frühe Besiedlungsspuren auf. Hierzu zählt der zwei Kilometer nordöstlich an der Küste gelegene Dun Caisteal a’ Mhorair, dessen Reste heute als Bodendenkmal geschützt sind. Drei Kilometer südwestlich, bei Glen Tolsta, finden sich die Reste des prähistorischen Cairns Airidh an Taillear.
North Tolsta entwickelte sich als Crofter-Siedlung. Es sind zwei Entwicklungsphasen auszumachen. 1853 wird eine linear entlang der Straße verlaufende Siedlung beschrieben, deren Gebäude sehr gleichförmig und von ungewöhnlich hoher Qualität sind. Dem gegenüber befindet sich eine zweite lineare Siedlung älterer Gebäude von minderer Qualität. Als gesamte Lokalität Tolsta, bestehend aus New Tolsta, Glen Tolsta und North Tolsta, bei welchem es sich um die größte Siedlung handelt, lebten dort 650 Personen im Jahre 1961. Bis 1991 war die Einwohnerzahl auf 524 gesunken.